# Ива Турчанинова
И́ва Турчанинова (лат. Salix turczaninowii) — вид цветковых растений из рода Ива (Salix) семейства Ивовые (Salicaceae).

## Распространение и экология
В природе ареал вида охватывает северные районы Центральной Азии.
Произрастает по мшисто-лишайниковым тундрам альпийского пояса.

## Ботаническое описание
Карликовый кустарничек травянистого облика высотой 2—5 см с сильно разветвленными подземными органами. Ветви большей частью скрыты под землей, жёлтые, голые, укореняющиеся, косо вверх направленные или полураспростёртые, длиной 5—10, реже до 30 см; молодые — зелёные, травянистые; старые — деревянистые, тёмно-бурые.
Почки рыжеватые, голые, мелкие. Листья яйцевидные, эллиптические или широкообратнояйцевидные, на верхушке округлые или заострённые, к основанию суженные, иногда клиновидные или слегка сердцевидные, с обеих сторон голые, светло-зелёные, длиной 1,5—3,5 см, шириной 0,7—2 см, по всему краю зубчатые, на тонких, голых, часто красноватых черешках длиной 0,3—1 см.
Серёжки конечные, на опушенной ножке длиной до 1 см, 20—40-цветковые, рыхлые, цилиндрические, длиной 1—2 см, диаметром 0,3—0,7 см. Прицветные чешуйки обратнояйцевидные, закруглённые, на верхушке пурпурные, у основания желтоватые, по краю ресничатые, длиной 1,2—1,8 мм. Тычинки в числе двух, свободные, с бледными, при основании волосистыми нитями длиной до 3 мм и продолговатыми, жёлтыми пыльниками. Завязь яйцевидно-коническая, голая, буро-пурпурная, длиной 1,5—2 мм, на очень короткой ножке, почти без столбика, с короткими, двураздельными, расходящимися рыльцами. Нектарники в числе двух; внутренний продолговатый, тупой или выемчатый; внешний чаще отсутствует.
Плод — коробочка длиной до 4,5 мм.

## Таксономия
Вид Ива Турчанинова входит в род Ива (Salix) семейства Ивовые (Salicaceae) порядка Мальпигиецветные (Malpighiales).
|  |                                      |  |                                                             |                                                             |                  |  | ещё 36 семейств (согласно Системе APG II) | ещё 36 семейств (согласно Системе APG II) |                     |  |  |  | ещё более 500 видов |
|  |                                      |  |                                                             |                                                             |                  |  | ещё 36 семейств (согласно Системе APG II) | ещё 36 семейств (согласно Системе APG II) |                     |  |  |  | ещё более 500 видов |
|  |                                      |  |                                                             | порядок Мальпигиецветные                                    |                  |  |                                           |                                           | род Ива             |  |  |  |                     |
|  |                                      |  |                                                             | порядок Мальпигиецветные                                    |                  |  |                                           |                                           | род Ива             |  |  |  |                     |
|  | отдел Цветковые, или Покрытосеменные |  |                                                             |                                                             | семейство Ивовые |  |                                           |                                           | вид Ива Турчанинова |  |  |  |                     |
|  | отдел Цветковые, или Покрытосеменные |  |                                                             |                                                             | семейство Ивовые |  |                                           |                                           |                     |  |  |  |                     |
|  |                                      |  | ещё 44 порядка цветковых растений (согласно Системе APG II) | ещё 44 порядка цветковых растений (согласно Системе APG II) |                  |  |                                           | ещё около 57 родов                        | ещё около 57 родов  |  |  |  |                     |
|  |                                      |  |                                                             | ещё 44 порядка цветковых растений (согласно Системе APG II) |                  |  |                                           |                                           | ещё около 57 родов  |  |  |  |                     |